# Mistrovství Evropy v boxu 1973
XX. mistrovství Evropy v boxu proběhlo v Bělehradu, Jugoslávie ve dnech 1. až 9. června 1973. Organizátorem turnaje mistrovství Evropy byla European Amateur Boxing Association (EABA).

## Československá stopa
Závěrečná příprava probíhala v Chebu v hale TJ Lokomotivy za velmi omezených podmínek – dva cvičné pytle, dvě hrušky, osm párů rukavic, jedno švihadlo a nebyl k dispozici ring. Kondiční příprava na lesních brigádách v Beskydech. Přípravu vedl šéftrenér Zdeněk Horák se svými asistenty (Tibor Löw, ...). Do Chebu byli pozváni Jozef Tatár, Václav Hocke, Ivan Ondřej, Tomáš Kemel, Petr Sommer, Ladislav Kepič, ? Götl, Peter Jakab, Štefan Lombár, Miroslav Kolanda, ? Bertl, Milan Gavruň, Josef Motýl, Petr Bartoš, Jozef Fenčák, Jiří Šimák.
Vedoucí výpravy: Vojtech Ponger, šéftrenér reprezentace: Zdeněk Horák
Na mistrovství Evropy startovalo za Československo 5 boxerů:
- −51 kg: Jozef Tatár (* 1953) z ASD Dukla Olomouc
- −54 kg: Václav Hocke (* 1952) z ASD Dukla Olomouc
- −57 kg: Ivan Ondřej (* 1952) z ASD Dukla Olomouc
- −71 kg: Tomáš Kemel (* 1948) z ASD Dukla Olomouc
- +81 kg: Petr Sommer (* 1947) z ASD Dukla Olomouc

## Výsledky
| Muži     | Zlato                     | Stříbro                 | Bronz                     | Bronz                   |
| -------- | ------------------------- | ----------------------- | ------------------------- | ----------------------- |
| –48 kg   | Vladyslav Zasypko (URS)   | Bejchan Fučedžiev (BUL) | Enrique Rodríguez (ESP)   | John Bambrick (SCO)     |
| –51 kg   | Constantin Gruiescu (ROU) | Vicente Rodríguez (ESP) | Gerd Schubert (FRG)       | Nikolaj Lodin (URS)     |
| –54 kg   | Aldo Cosentino (FRA)      | Mircea Tone (ROU)       | Krzysztof Madej (POL)     | Dimitar Milev (BUL)     |
| –57 kg   | Stefan Förster (GDR)      | Zoran Jovanović (YUG)   | Heikki Villander (FIN)    | Gabriel Pometcu (ROU)   |
| –60 kg   | Simion Cuţov (ROU)        | Ryszard Tomczyk (POL)   | Wolfgang Schoth (FRG)     | Günter Radowski (GDR)   |
| –63,5 kg | Marijan Beneš (YUG)       | Anatolij Kamněv (URS)   | László Juhász (HUN)       | Ulrich Beyer (GDR)      |
| –67 kg   | Sándor Csjef (HUN)        | Manfred Weidner (GDR)   | Živorad Jelesijević (YUG) | Vladimir Kolev (BUL)    |
| –71 kg   | Anatolij Klimanov (URS)   | Wiesław Rudkowski (POL) | Sandu Tîrîlă (ROU)        | Peter Tiepold (GDR)     |
| –75 kg   | Vjačeslav Lemešev (URS)   | Alec Năstac (ROU)       | Pierre Gomez (FRA)        | Witold Stachurski (POL) |
| –81 kg   | Mate Parlov (YUG)         | Janusz Gortat (POL)     | Sjeng Verstappen (NED)    | Oleg Korotajev (URS)    |
| +81 kg   | Viktor Uljanič (URS)      | Peter Hussing (FRG)     | Ion Alexe (ROU)           | Atanas Suvandžiev (BUL) |

## Medailová bilance
V boxu se rozdělilo celkem 11 sad medailí.
| Pořadí | Stát                                   |       | Muži    | Muži  | Muži | Celkem |
| Pořadí | Stát                                   | Zlato | Stříbro | Bronz |      | Celkem |
| ------ | -------------------------------------- | ----- | ------- | ----- | ---- | ------ |
| 1.     | Sovětský svaz (URS)                    |       | 4       | 1     | 2    | 7      |
| 2.     | Rumunská socialistická republika (ROU) |       | 2       | 2     | 3    | 7      |
| 3.     | Jugoslávie (YUG)                       |       | 2       | 1     | 1    | 4      |
| 4.     | Východní Německo (GDR)                 |       | 1       | 1     | 3    | 5      |
| 5.     | Francie (FRA)                          |       | 1       | 0     | 1    | 2      |
| 5.     | Maďarská lidová republika (HUN)        |       | 1       | 0     | 1    | 2      |
| 7.     | Polsko (POL)                           |       | 0       | 3     | 2    | 5      |
| 8.     | Bulharská lidová republika (BUL)       |       | 0       | 1     | 3    | 4      |
| 9.     | Západní Německo (FRG)                  |       | 0       | 1     | 2    | 3      |
| 10.    | Španělský stát (ESP)                   |       | 0       | 1     | 1    | 2      |
| 11.    | Skotsko (SCO)                          |       | 0       | 0     | 1    | 1      |
| 11.    | Finsko (FIN)                           |       | 0       | 0     | 1    | 1      |
| 11.    | Nizozemsko (NED)                       |       | 0       | 0     | 1    | 1      |
| Celkem | Celkem                                 |       | 11      | 11    | 22   | 44     |